# It's Called a Heart
It's Called a Heart este o piesă a formației britanice Depeche Mode. Piesa a apărut pe albumul The Singles 81→85, în 1985.